# پالاس (دهانه)
پالاس یک دهانه برخوردی در ماه‌ است.

## دهانه‌های اقماری
این دهانه ۱۱ دهانه اقماری دارد.
| Pallas | عرض جغرافیایی | طول جغرافیایی | قطر          |
| ------ | ------------- | ------------- | ------------ |
| A      | ۶.۰° N        | ۲.۳° W        | ۱۱.۰ کیلومتر |
| C      | ۴.۵° N        | ۱.۱° W        | ۶.۰ کیلومتر  |
| B      | ۴.۲° N        | ۲.۶° W        | ۴.۰ کیلومتر  |
| E      | ۴.۰° N        | ۱.۴° W        | ۲۶.۰ کیلومتر |
| D      | ۲.۴° N        | ۲.۶° W        | ۴.۰ کیلومتر  |
| F      | ۳.۴° N        | ۱.۳° W        | ۱۸.۰ کیلومتر |
| H      | ۴.۶° N        | ۱.۵° W        | ۵.۰ کیلومتر  |
| N      | ۷.۰° N        | ۰.۵° E        | ۶.۰ کیلومتر  |
| W      | ۳.۶° N        | ۱.۳° W        | ۳.۰ کیلومتر  |
| V      | ۱.۷° N        | ۱.۵° W        | ۳.۰ کیلومتر  |
| X      | ۵.۲° N        | ۳.۲° W        | ۳.۰ کیلومتر  |